# جان اوستراندر

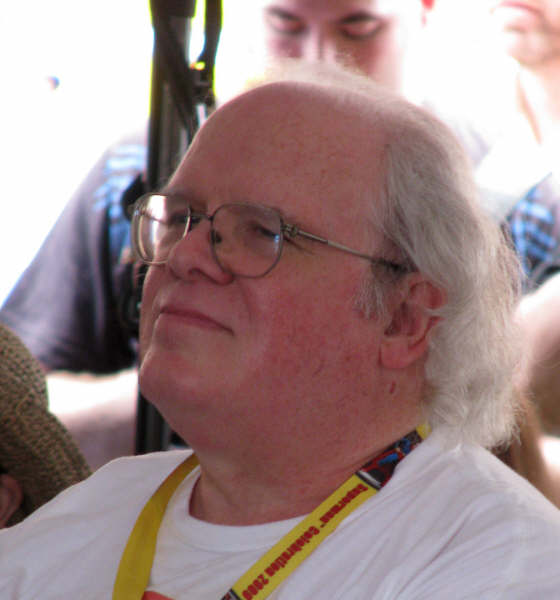
جان اوستراندر

جان اوستراندر (متولد ۲۰ آوریل ۱۹۴۹) نویسنده کتابهای طنز آمریکایی است.

## شغل
استراندر الهیات را به قصد کشیش کاتولیک شدن، آموخت اما اکنون خود را به عنوان یک روحانی توصیف می‌کند.
اوستراندر که در اصل بازیگر شرکت تئاتر ارگانیک در شیکاگو بود که در سال ۱۹۸۳ به نوشتن طنز روی آورد. اولین آثار منتشر شده او داستان‌هایی در مورد شخصیت «سارگون، معشوقه جنگ» بود که در مجموعه طنزهای اول وارپ بر اساس مجموعه ای از نمایشنامه‌های همین شرکت تئاتر شیکاگو ظاهر شد. او و تیموتی ترومن شخصیت گریمجک، قبل از دریافت عنوان خاص خود، در ابتدا در یک داستان پشتیبان که با عنوان اولین کامیک، ستاره کش ظاهر شد را ایجاد کردند. درست قبل از ورود به صنعت طنز، اوسترنر شخصیتی فرعی داشت که در سریال The Daring New Adventures of Supergirl برای او نامگذاری شده بود. دوستش، نویسنده پل کوپربرگ، او را در خط داستانی Supergirl در سال ۱۹۸۲ گنجاند.
اوستراندر با طرح مینی سریال افسانه‌ها که توسط لن وین به نگارش درآمده و توسط جان بیرن مدادکاری شده بود را به عنوان اولین کامیک دی سی به نمایش گذاشت. نسخه جدیدی از جوخه خودکشی در افسانه‌ها از جمله رهبر تیم آماندا والر معرفی شد. این شخصیت به‌طور قابل ملاحظه ای در رسانه‌های اکشن متحرک و زنده اقتباس شده و فیلمSuicide Squad 2016، توسط ویولا دیویس ساخته شده‌است. به دنبال افسانه‌ها، استراندر و هنرمند لوک مک دانلل در سال ۱۹۸۷ جوخه خودکشی را به عنوان خود راه اندازی کردند و شخصیت‌های مختلفی را برای این مجموعه خلق کردند. بعداً در همان سال، او و دل کلوز بازیگر و نویسنده سریال سرزمین خالی را با فهرست هنرمندان چرخشی خلق کردند. (او و کلوز قبلاً در داستانهای پشتیبان موندن در گریمجک با هم کار کرده بودند)
از سال ۱۹۸۷ تا زمان مرگش به دلیل سرطان پستان در سال ۱۹۹۷، استراندر اغلب با همسرش کیم ییل به نوشتن سریالهایی همچون شکارچی انسان پرداخت. هنگام کار با هم بر روی جوخه خودکشی بود که آنها باربارا گوردون، بت گرل سابق را در متخصص اطلاعات و کامپیوتر اوراکل بازسازی کردند.
اوستراندر همکاری مکرری با تام ماندراک هنرمند داشته‌است. آنها با هم در زمینه‌های گریمجک، طوفان آتش مرد هسته ای، خیال و شکارچی انسان مریخی همکاری کرده‌اند. اکتشافات عمیق اخلاقی استراندر در کار خود برای نوشتن خیال، یک مجموعه کامیک دی سی دربارهٔ تجلی خشم خدا استفاده شد. تمرکز وی بر جنبه انسانی این شخصیت، یک کارآگاه مرده پلیس از دهه ۱۹۳۰ به نام جیم کوریگان و کاوش در مضامین اخلاقی و کلامی بود. در شماره ۵۴ (ژوئن ۱۹۹۷)، تیم خلاق شخصیت مایکل هولت را به عنوان نسخه جدیدی از Mister Terrific معرفی کردند. پس از پایان سریال خیال، آنها به یک سریال شکارچی انسان مریخی منتقل شدند.
در سال ۱۹۹۰، اوستراندر سری سریال Hawkworld را راه اندازی کرد که دنباله سریال‌های محدود تیموتیترومان به همین نام بود. در سال ۱۹۹۳، عنوان Hawkman با هنر جان دورسما لغو و راه اندازی شد.
اوستراندر در کامیک‌های مارول در زمینه مردان ایکس، بیشاپ، کوئیک سیلور (نقره سریع)، استخدام قهرمانان و مجازاتگر و همچنین سریال‌های کوتاه غربی شعله جلال: آخرین سواری قهرمانان غربی کار کرده‌است.

## زندگی خصوصی
استراندر از نوعی اختلال چشمی به نام آب سیاه رنج می‌برد. برای کمک به تأمین هزینه‌های ناشی از معالجه وی برای این امر، حراج مزایایی برای طنز کامیک شیکاگو ۲۰۰۹ تشکیل شد.